# Bandera de la Isla del Príncipe Eduardo
La bandera de la Isla del Príncipe Eduardo, Canadá es una bandera diseñada a la manera del escudo provincial. La bandera tiene las proporciones 3:2. Los tres lados que no están junto al mástil están bordeados por franjas alternas de rojo y blanco.
El tercio superior de la bandera muestra el león heráldico inglés que aparecía tanto en el escudo de armas del Príncipe Eduardo duque de Kent, en cuyo honor fue nombrada la provincia, como en el del rey Eduardo VII. Los dos tercios inferiores muestran una isla en la cual aparecen tres plantones pequeños de roble (a la izquierda) en representación de los tres condados de la isla (Prince, Queens y Kings), bajo la protección de un gran árbol de roble que originalmente representaba a la Gran Bretaña. Este simbolismo también se refleja en el lema provincial, "Parva sub ingenti" (el pequeño bajo la protección del grande).